# Lapointe
Lapointe (en criollo haitiano Lapwent) es una comuna de Haití que está situada en el distrito de Port-de-Paix, del departamento de Noroeste.

## Historia
Comuna creada en 2015 a partir de la 2ª sección comunal de Lapointe, que hasta ese momento pertenecía a la comuna de Port-de-Paix.

## Secciones
Está formado por la sección de:
- Lapointe

## Demografía
| Gráfica de evolución demográfica de Lapointe entre 2009 y 2015 |
|                                                                |

Los datos demográficos contemplados en este gráfico de la comuna de Lapointe son estimaciones que se han cogido de 2009 a 2015 de la página del Instituto Haitiano de Estadística e Informática (IHSI). 